# 2024年中華民國總統就職典禮

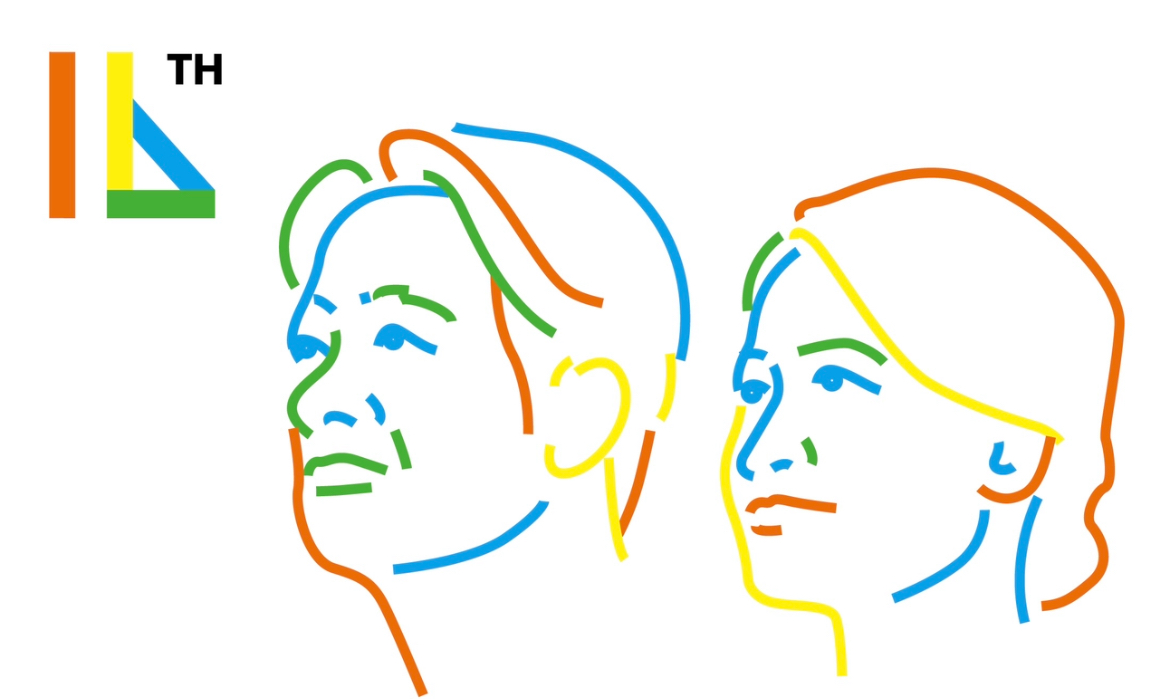
就職典禮主視覺

中華民國第十六任總統、副總統就職典禮於2024年（民國113年）5月20日在臺北市的中華民國總統府舉行，民主進步黨籍總統當選人賴清德及副總統當選人蕭美琴於當日上午宣誓就職。賴清德、蕭美琴在司法院院長許宗力的監誓下宣誓完畢後，由立法院院長韓國瑜授予賴清德中華民國總統之印、中華民國國璽、榮典之璽等重要印信，象徵正式接下國家元首職位。除了府內的宣誓就職典禮及各項儀節之外，府前廣場依循往例同時舉行就職慶祝大會，賴清德並在府內儀節結束後於大會上發表就職演說。就職国宴則於當日晚間在臺南市福爾摩沙遊艇酒店舉行。
賴清德在2024年中華民國總統選舉中勝過中國國民黨籍候選人侯友宜、台灣民眾黨籍候選人柯文哲成功當選，是中華民國實施總統直選以來首次同一政黨邁入第三個連續執政任期，打破此前臺灣每隔八年政黨輪替一次的往例。

## 籌備
第16任總統副總統選舉結果確定由民主進步黨候選人賴清德、蕭美琴當選後，總統府宣佈召開交接小組會議，卸任總統交接小組由總統府秘書長林佳龍領軍，成員有副秘書長黃重諺、張惇涵、國安會副秘書長徐斯儉及總統府第一局局長郭宏榮；接任總統交接小組則以副總統當選人蕭美琴為召集人，成員有競辦國政顧問團召集人鄭麗君、總幹事潘孟安、副總統辦公室主任陳羿伶和民進黨代理秘書長楊懿珊，共同商議就職大典的籌備事宜，內容涵括儀典安排、慶祝大會及國宴地點、表演活動規劃、外賓與僑胞接待等等。

## 典禮安排

### 府內儀節
2024年5月20日上午9時，第16任總統賴清德與副總統蕭美琴一同於總統府大禮堂（經國廳）內宣誓就任。在陪送卸任的第15任總統蔡英文離府後，於府內簽署行政院院長、總統府秘書長及國家安全會議秘書長人事命令，接著前往府外出席就職慶祝大會。

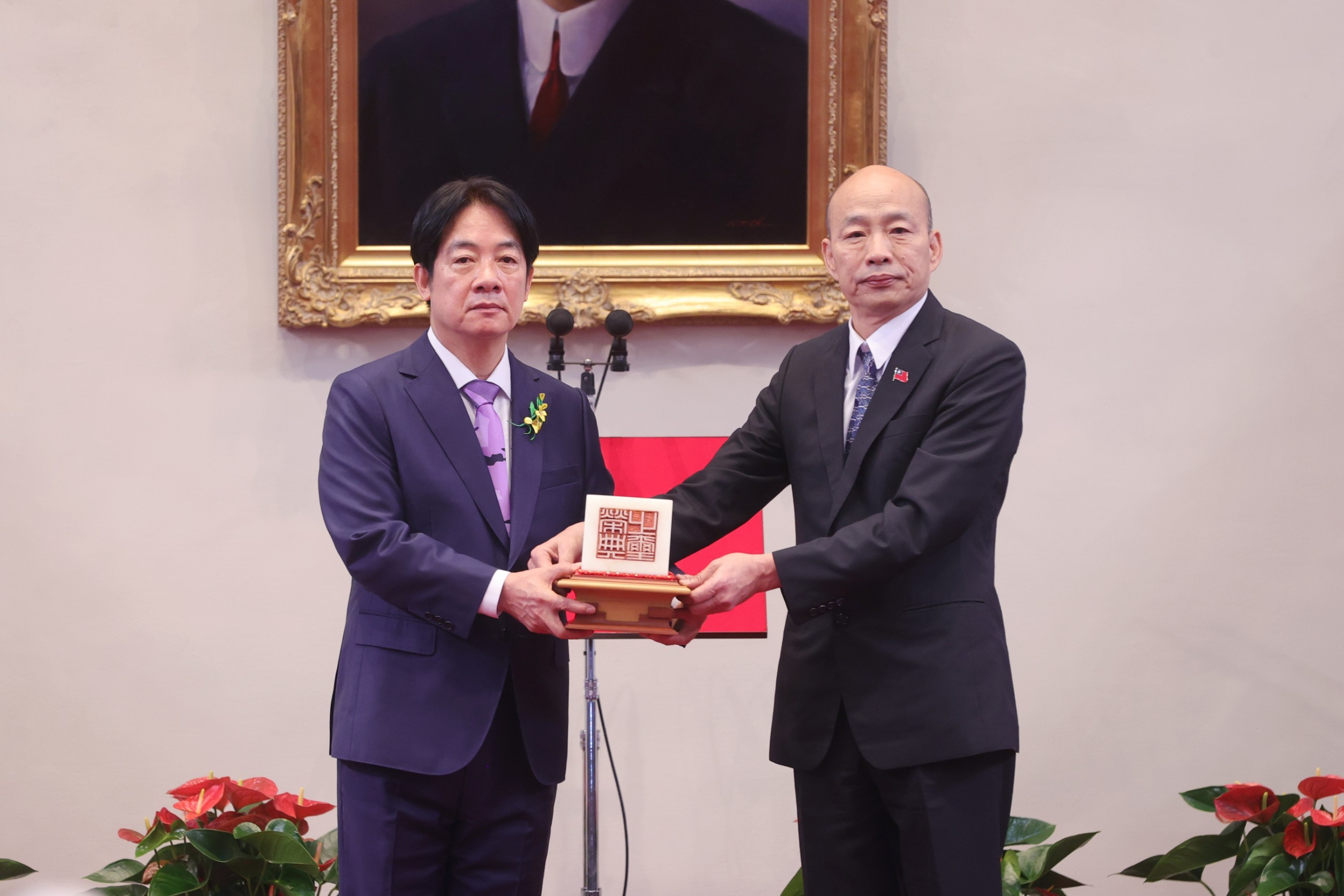
立法院院長韓國瑜授予第16任總統賴清德榮典之璽

| 中華民國第16任總統副總統就職典禮府內儀節流程 | 中華民國第16任總統副總統就職典禮府內儀節流程         | 中華民國第16任總統副總統就職典禮府內儀節流程 |
| 時間                                         | 活動內容                                             | 地點                                         |
| -------------------------------------------- | ---------------------------------------------------- | -------------------------------------------- |
| 08:45                                        | 第15任總統與友邦元首等外賓握別                       | 台灣晴廳                                     |
| 09:00                                        | 第16任總統、副總統宣誓就職典禮                       | 大禮堂                                       |
| 09:15                                        | 第16任總統伉儷及副總統陪送第15任總統離府             | 敞廳                                         |
| 09:25                                        | 總統簽署行政院院長暨總統府、國家安全會議秘書長任命令 | 總統辦公室                                   |
| 09:30                                        | 行政院院長暨總統府、國家安全會議秘書長宣誓典禮       | 台灣晴廳                                     |
| 09:40                                        | 行政院副院長暨各部會首長宣誓典禮                     | 4樓會客室                                    |
| 09:55                                        | 第16任總統、副總統就職外賓致賀                       | 台灣晴廳                                     |
| 10:32                                        | 總統府、國家安全會議秘書長交接                       | 台灣虹廳                                     |

### 府前活動
| 中華民國第16任總統副總統就職典禮府前活動流程 | 中華民國第16任總統副總統就職典禮府前活動流程                                          |
| -------------------------------------------- | ------------------------------------------------------------------------------------- |
| 09:10                                        | 國軍樂儀隊進場                                                                        |
| 09:20                                        | 新任、卸任總統向群眾致意                                                              |
| 09:30                                        | - 表演節目 - 共織台灣 - 民主前行                                                      |

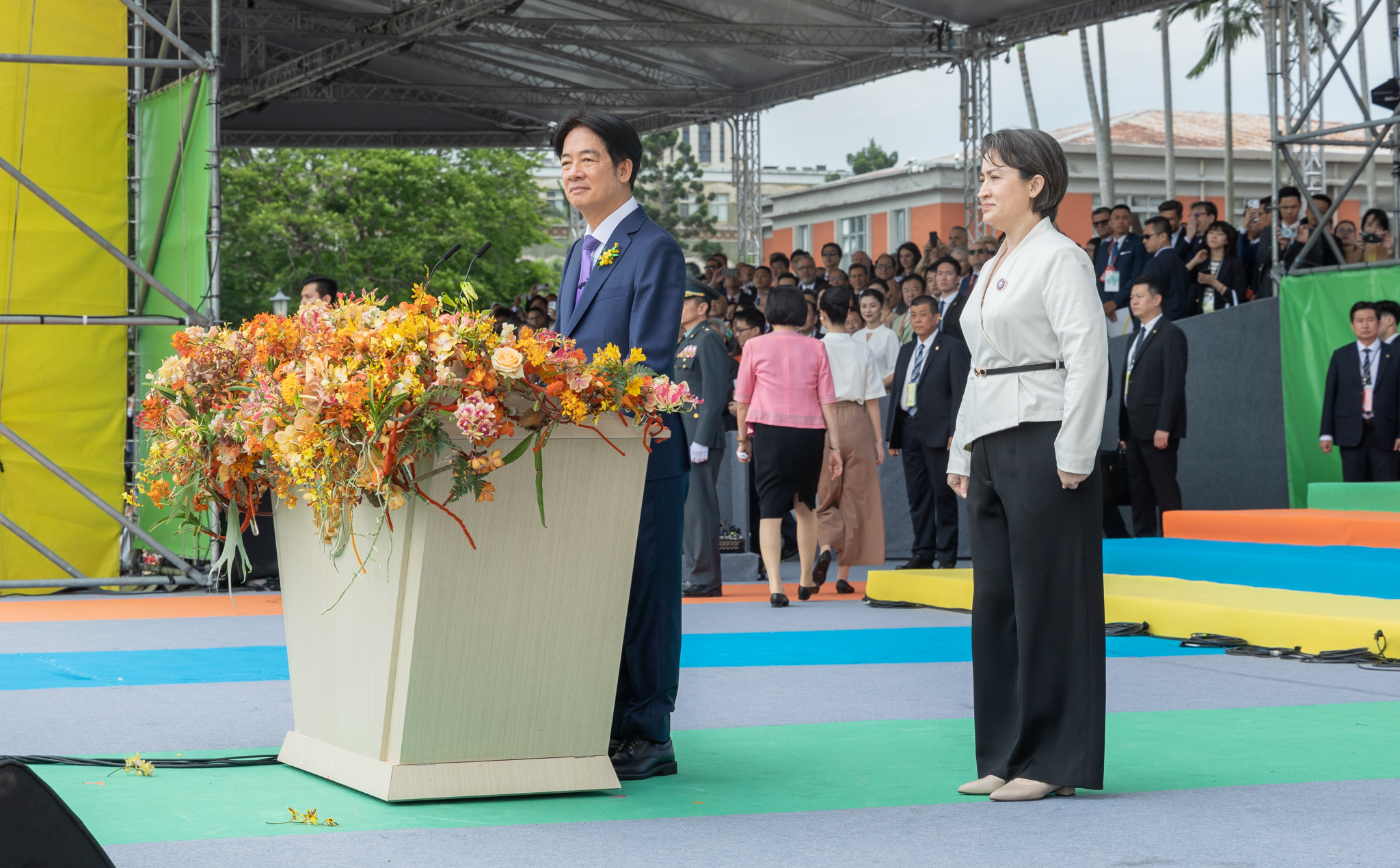
總統賴清德與副總統蕭美琴於就職慶祝大會會場

| 10:55                                        | - 國軍禮砲連向元首慶賀 - 前中華職棒投手陳義信、黃平洋、謝長亨、康明杉領唱中華民國國歌 |
| 11:00                                        | 新任總統發表就職演說                                                                  |
| 11:15                                        | 國軍空中分列式展演：向元首致敬                                                        |
| 11:30                                        | 大合唱                                                                                |
| 11:40                                        | 雷虎小組衝場表演                                                                      |
| 12:00                                        | 禮成                                                                                  |

## 出席人員

### 歷任國家正副元首
- 第14、15任中華民國總統蔡英文（ 民主進步黨）
- 第14任中華民國副總統暨卸任行政院院長陳建仁（ 民主進步黨）
- 第10、11任中華民國副總統呂秀蓮（ 民主進步黨）

### 五院代表

#### 行政院
- 第17、21任行政院院長張俊雄（ 民主進步黨）
- 第20、30任行政院院長蘇貞昌（ 民主進步黨）
- 第38任行政院副院長沈榮津（ 無黨籍）
- 卸任行政院副院長鄭文燦（ 民主進步黨）
- 新任行政院院長卓榮泰（ 民主進步黨）
- 新任行政院副院長鄭麗君（ 民主進步黨）

#### 立法院
- 立法院院長韓國瑜（ 中國國民黨）[4]
- 立法院副院長江啟臣（ 中國國民黨）[5]

#### 司法院
- 司法院院長許宗力（ 無黨籍）

#### 考試院
- 第10任考試院院長姚嘉文（ 民主進步黨）
- 考試院院長黃榮村（ 無黨籍）
- 考試院副院長周弘憲（ 民主進步黨）

#### 監察院
- 監察院院長陳菊（ 無黨籍）[a]

### 地方首長

#### 直轄市市長
- 臺北市市長蔣萬安（ 中國國民黨）
- 桃園市市長張善政[註 1]（ 中國國民黨）
- 臺中市市長盧秀燕（ 中國國民黨）
- 臺南市市長黃偉哲（ 民主進步黨）
- 高雄市市長陳其邁[註 2]（ 民主進步黨）

#### 縣（市）長
- 宜蘭縣縣長林姿妙（ 中國國民黨）
- 新竹縣縣長楊文科（ 中國國民黨）
- 新竹市市長高虹安（ 臺灣民眾黨）
- 苗栗縣縣長鍾東錦（ 無黨籍）
- 嘉義縣縣長翁章梁（ 民主進步黨）
- 屏東縣縣長周春米（ 民主進步黨）
- 臺東縣縣長饒慶鈴（ 中國國民黨）
- 金門縣縣長陳福海（ 臺灣民眾黨）
- 連江縣縣長王忠銘（ 中國國民黨）

### 主要在野政黨領袖
- 台灣民眾黨主席柯文哲[6]
- 時代力量黨主席王婉諭
- 親民黨主席宋楚瑜
- 台灣基進黨主席王興煥

### 立法委員

#### 中國國民黨
立法院黨團稱，當日立法院未休息，故不會出席就職典禮。但國民黨副秘書長、立委謝衣鳯則選擇出席，稱希望朝野不要對立、爭議法案可以協商。

#### 臺灣民眾黨
立法院黨團總召集人、立委黃國昌表示，其會出席就職典禮前半段，但因上午10時要準備立法院質詢會提早離席。至於其他黨籍立委出席意向，經黨團討論後，決議自由開放到場。

## 外賓名單

### 邦交國[10]
|                | - 總理：约翰尼·布里塞尼奥 - 外交、外貿、教育、文化暨科技部部長：馮賽卡 Hon. Francis Fonseca - 駐臺大使：碧坎蒂 H.E. Amb. Dr. Candice Augusta Pitts                                          |
|                | - 外交部部長：卡洛斯·馬蒂內茲 - 駐臺大使：巴迪亞 Excmo. Sr. Emb. Oscar Adolfo Padilla Lam伉儷                                                                                               |
| 海地           | - 駐臺大使：魯迪·潘恩 |
| 圣基茨和尼维斯 | - 副總理：傑弗里·韓利 - 駐臺大使：范東亞 H.E. Amb. Donya Lynex Francis |
| 圣卢西亚       | - 總理、總理伴侶：菲利普·皮耶、緋莉絲 Ms. Marie Felix - 外交、國際貿易、民航暨僑務部長：包提斯 Hon. Alva R. Baptiste - 駐臺大使：路易斯 H.E. Amb. Robert Kennedy Lewis伉儷                  |
|                | - 總理：拉尔夫·冈萨维斯伉儷 - 駐臺大使：柏安卓 H.E. Amb. Andrea Clare Bowman |
| 巴拉圭         | - 總統：圣地亚哥·培尼亚 - 眾議院议长：勞爾·拉多雷 - 外交部長：拉米雷斯 S.E. Emb. Rubén Ramírez Lezcano - 駐臺大使：費卡洛 S.E. Sr. Emb. Carlos José Fleitas Rodríguez                       |
| 马绍尔群岛     | - 總統：希爾達·海妮伉儷 - 外交暨貿易部部長：康仁德伉儷 - 駐臺大使：卡蒂爾 H.E. Amb. Anjanette Kattil                                                                                        |
| 帛琉           | - 總統：惠恕仁伉儷 - 國務部部長：艾古斯 - 國會议员代表團（含參、眾議員及傳統領袖等） - 帛琉駐美大使：曲賀璽 H.E. Amb. Hersey Kyota - 駐臺大使：歐儒侃 H.E. Amb. David Adams Orrukem伉儷     |
|                | - 總理：戴斐立伉儷 - 駐臺臨時代辦：歐席菈 Ms. Silafaga Lalua O'Brien |
|                | - 國王、王妃：三世、芙姬雅妮 - 政府官方代表團：戴柏莉（外交暨國際合作部部長）、庫馬羅（商工暨貿易部部長）、蒙尼斯（中央銀行總裁） - 駐臺大使：蒙西比 H.E. Amb. Promise Sithembiso Msibi伉儷 |
| 梵蒂冈         | - 教宗指派特使（駐菲律賓大使）：查爾斯·約翰·布朗總主教 - 駐臺臨時代辦：馬德範 Rev. Msgr. Stefano Mazzotti                                                                                   |

### 非邦交國
| 美国     | - 聯邦眾議員：麥克·麥克考、安迪·巴爾 - 美國在台協會代表團：布萊恩·德澤（前總統高級顧問兼白宮國家經濟委員會主任）、陈文富（前副國務卿）、卜睿哲（美國在台協會前理事主席）、蘿拉·羅森伯格（美國在台協會理事主席）、孫曉雅（AIT臺北辦事處處長） - 民間人士：邁克·蓬佩奧（前國務卿，以個人身分出席） |
| 日本     | - 眾議員、參議員：古屋圭司（日華議員懇談會會長）等31名 - 民間人士：安倍昭惠（前首相安倍晋三遺孀） |
| 大韓民國 | - 國會執政黨国民力量議員代表團：趙慶泰（國會韓台議員親善協會會長）、 趙廷訓（國民力量第22屆大選白皮書製作特別委員會委員長） |
| 加拿大   | - 聯邦眾議員代表團：茱蒂·史葛洛（眾議院國際貿易委員會主席）等11名 |
| 新加坡   | - 國會議員：司徒宇斌、杨涴淩 - 民間人士：阿都拉·塔姆基（前國會議長） |
|          | - 參議員：拉夫·奇康、大衛·福西特 |
| 索馬利蘭 | - 長老院第一副議長：阿塞德 - 外交暨國際合作部副部長：艾羅妲 |
| 立陶宛   | - 民間人士：葛寶斯凱德（前立陶宛總統） |
| 英国     | - 台英國會議員小組慶賀團及英國對台貿易特使團：羅根勳爵（小組共同主席、上議院副議長）、福克納勳爵（上議院副議長）、杜淑珊女爵（前上議院議長）、大衛·阿爾頓（上議院議員）、柴萍恩（下議院議員） |
| 德国     | - 國會議員：克勞斯·彼得·威爾許（友台小組主席） |
| 義大利   | - 國會議員領導層：錢益友（參議院首席副議長）、莉恰·龍祖利（參議院副議長） |
| 瑞典     | - 國會議員：瑪格麗塔·賽德菲特（國會外交委員會成員） |
| 斯洛伐克 | - 國會議員：杜斯托（友台小組主席） |
| 欧洲联盟 | - 歐洲議會議員：茱娜薇（外交委員會安全及防衛小組副主席） |

## 就職國宴

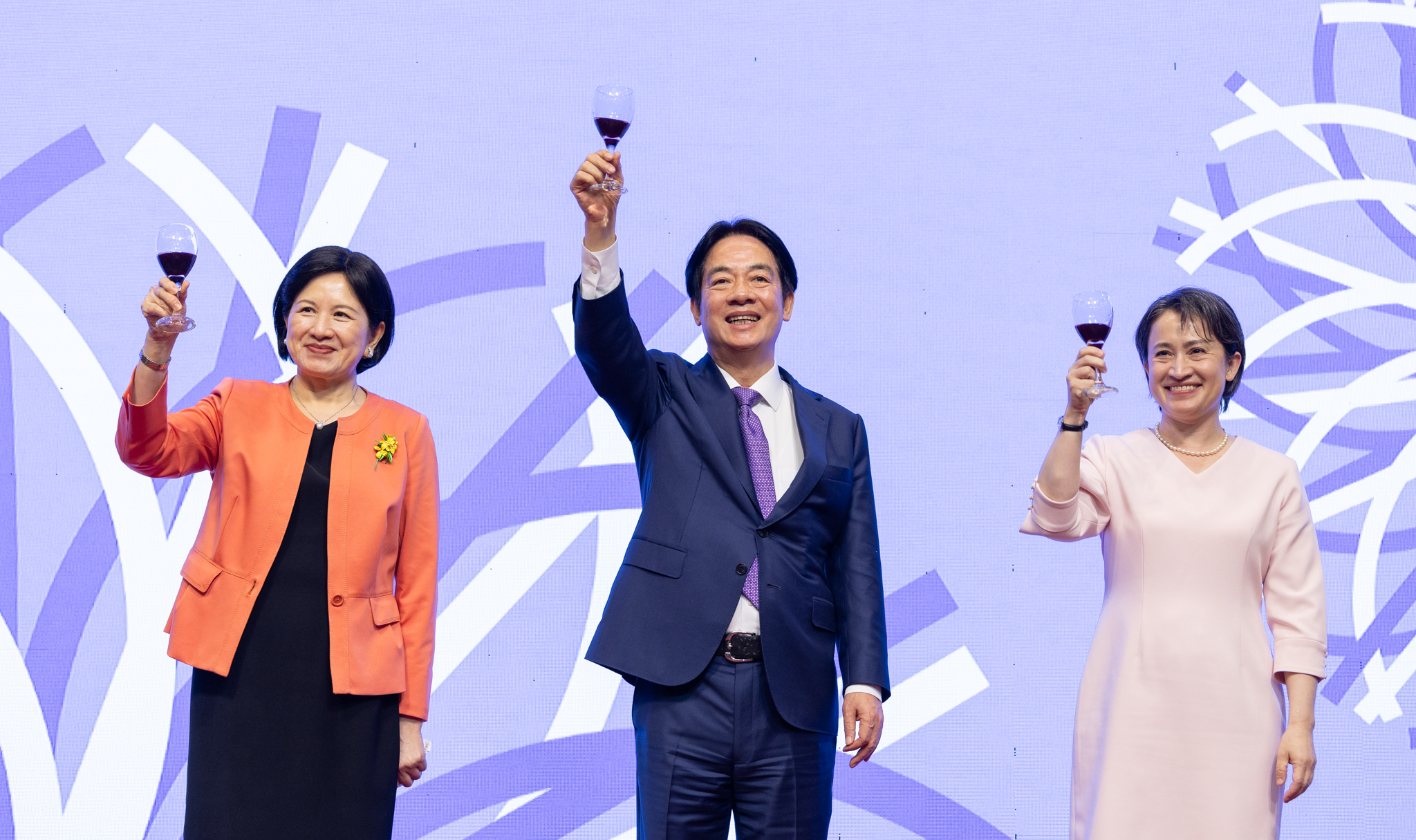
第一夫人吳玫如（左起）、總統賴清德及副總統蕭美琴出席國宴

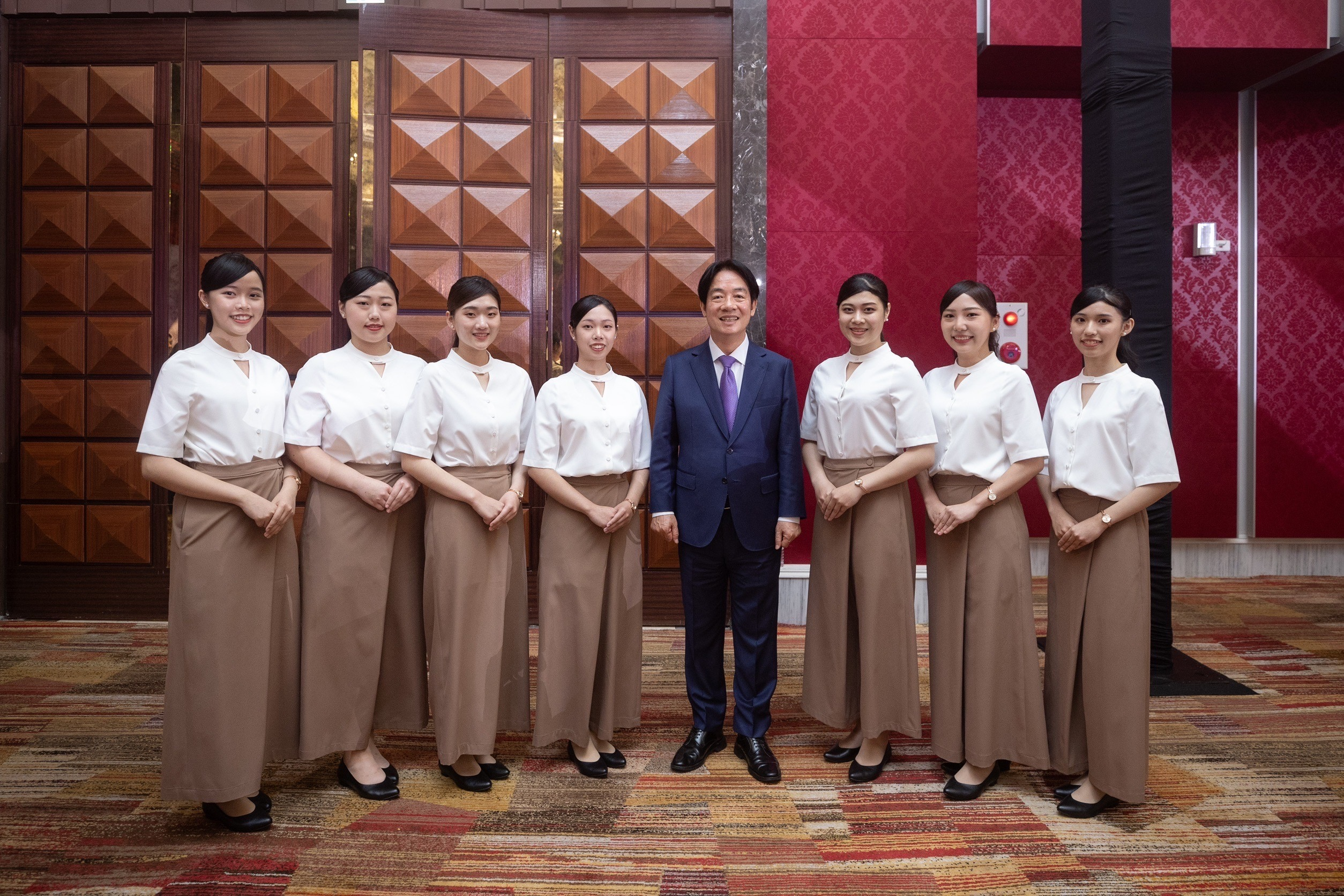
總統賴清德與國宴禮賓人員合影

### 地點
本屆總統、副總統就職国宴首度移師臺南市安平區福爾摩沙遊艇酒店舉行，外賓團於就職典禮結束後由外交部安排搭乘高鐵南下參加國宴，宴後再乘高鐵專列返回臺北。
臺南市為總統當選人賴清德的政治起點與戶籍地，其曾在此歷任國民大會代表、立法委員及臺南市市長等職務；副總統當選人蕭美琴亦為臺南人，並在此成長、就學。

### 主持人
2024年4月25日，負責就職活動籌備、執行的中華文化總會宣布，由新任總統府發言人郭雅慧搭配臺籍巴西混血男模戴凱文擔任國宴主持人。

### 菜色
本屆就職國宴菜色以“五大族群”為設計主軸，並延續過去重視環保、講求食材履歷的風格，在八道主菜中依次呈現閩南、客家、外省、原住民和新住民的族群代表料理，以及國際上頗富知名度的臺灣代表性飲品珍珠奶茶；食材產地更是包含了全國22縣市，訴求不同族群間的相互尊重與共同團結。

## 各方反應

### 馬英九文教基金會
- 马英九基金会执行长萧旭岑表示，赖清德的演说直接表明「台湾是国家名称」，将中华人民共和国视为外国的「新两国论」，也完全不提两岸人民关系条例，这是赤裸裸的挑衅，更违反中华民国宪法，這等于往台独方向靠拢，两岸将陷入前所未有的危险境地。[15]

### 中华人民共和国
名称方面，中华人民共和国新华社将中华民国第十六任总统、副总统就职典礼称作“中国台湾地区‘5·20就职仪式’”，将总统发表的就职演说称作“台湾地区领导人‘5·20’讲话”。
- 針對賴清德就職演說中提到的「中華民國台灣是一個主權獨立的國家」、「中華民國與中華人民共和國互不隸屬」、台灣是「我們國家的名稱」，中共中央台辦（國台辦）發言人陳斌華批評賴清德「頑固堅持‘台獨’立場，大肆宣揚分裂謬論，煽動兩岸對立對抗，妄圖‘倚外謀獨’、‘以武謀獨’。罔顧民意、逆流而動，釋放了謀‘獨’挑釁、破壞台海和平穩定的危險信號，充分暴露了其‘台獨工作者’的本性。」[18][19][20]
- 外交部發言人汪文斌回應，‘台獨’是死路一條，不管打著什麼幌子、什麼旗號，推行‘台獨’分裂都注定失敗。[21]
- 中共中央政治局委員、中央外事辦主任、外交部長王毅回應，‘台獨’分裂行徑，構成對國際秩序最嚴重的挑戰，對台海現狀最危險的改變，也是對台海和平最重大的破壞[22]。次日，王毅更严厉批评“赖清德之流背叛民族和祖先的丑行令人不齿”，所有“台独”分裂分子都将被钉在历史的耻辱柱上[23][24]。
- 中国大陸方面斥责韩国和日本议员参加台湾领导人就职典礼，[25]並批評美国国务卿布林肯祝贺赖清德的就职。[26]
- 中共中央台辦（國台辦）發言人陳斌華指出，賴清德講話通篇充斥着敵意與挑釁、謊言與欺騙，「台獨」立場更加激進冒險，大肆宣揚所謂「主權獨立」、「兩岸互不隸屬」、「台灣住民自決」等分裂謬論，極力乞求外部勢力撐腰打氣，妄圖推動「台灣問題國際化」，繼續「倚外謀獨」、「以武謀獨」，可謂是一篇徹頭徹尾的「台獨自白」。這充分證明，其是島內主流民意的背叛者、台海及地區和平穩定的破壞者。[27]
- 中國外交部微信公眾號「寬廣太平洋」稱，於5月22日起對美國12家軍工企業及10名高管採取反制措施。[28]
- 5月23日，解放軍東部戰區宣佈，23日至24日組織戰區陸軍、海軍、空軍、火箭軍等兵力舉行「聯合利劍—2024A」演習。此次聯合演訓的地點除了臺灣本島周邊，還擴及金門、馬祖及烏坵鄰近海域。東部戰區新聞發言人李熹表示，演習重點演練聯合海空戰備警巡、聯合奪取戰場綜合控制權、聯合精打要害目標等科目，艦機抵近台島周邊戰巡，島鏈內外一體聯動，檢驗戰區部隊聯合作戰實戰能力。這是對「台獨」分裂勢力謀「獨」行徑的有力懲戒，也是對外部勢力干涉挑釁的嚴重警告。[29]隨後，中国海警局發言人甘羽立即跟進表示，福建海警組織艦艇編隊位烏坵、東引附近海域開展綜合執法演練，檢驗聯合巡航、快速反應及應急處置能力。[30]
- 《环球时报》5月25日引用台湾《中国时报》的文章称“赖清德上任后，许多人感到忧心忡忡”。[31]
- 赖清德就职后，中国大陆在社交媒体上发动了一系列反对“台独”的宣传活动，并引起了一阵网络民族主义热潮，不少台湾艺人纷纷在微博上发文称支持统一，而没有发布类似贴文的艺人则遭到了网民的攻击。[31]24日，五月天在北京舉辦演唱會期間，說“我们中国人来北京一定要吃烤鸭”，蔡依林在南昌舉辦演唱會期間，向台下歌迷大喊“我们中国南昌最热情了，对吧？”，此事一发生后，便登上微博热搜。王心凌转发《人民日报》发出的“国土不能分民族不可散”貼文，并表态“我是中華民族的一分子”，張鈞甯同樣轉發《人民日报》貼文，並配文道“不支持台獨”。蘇見信在微博發文表態“一直支持統一”。[32]

### 美国
- 國務卿布林肯發表聲明，美國祝賀賴清德先生就任並成為台灣第五位民選總統，也恭賀台灣人民再次展現其民主體制的強健與堅韌。美國人民與台灣人民之間的夥伴關係根植於民主價值，無論是在貿易、經濟、文化還是人民之間的情誼等面向都持續擴展與深化。美國感謝蔡英文總統在過去八年任內強化美國與台灣之間的關係。我們期待與賴總統以及橫跨台灣政治光譜的夥伴攜手合作，一同追求我們共同的利益和價值，深化我們長久以來的非官方關係，並維持台海的和平穩定。[33]
- 國務院發言人米勒於記者會上表示，美國歡迎賴清德總統在就職及勝選演說所做的承諾，亦即維持台海和平穩定及維持兩岸關係的現狀。美國的對台政策沒有改變，美國長期致力於維持台海的和平穩定，反對兩岸任一方片面改變現狀，不支持台灣獨立，支持兩岸對話，並希望以兩岸人民都能接受的方式和平解決兩岸歧見。若北京以就職典禮為由，選擇升級局勢或施壓台灣，就會被視為挑釁者；美方敦促中方克制，重申不應伺機採取挑釁或脅迫作為。[34]

### 日本
- 內閣官房長官林芳正祝賀總統賴清德就任，並表示台灣與日本是共享基本價值、有緊密經濟關係、人員往來相當重要的夥伴與朋友。日本政府將基於與台灣保持非政府間實務關係的基本立場，盼進一步深化日台之間的合作與交流，期待在賴清德總統的領導下，友誼能更加深厚。[35]

### 俄羅斯
- 外交部發言人扎哈罗娃表示，賴清德的就職典禮是不尊重他國主權和其外交政策文件中的國際義務的行為。華盛頓及其僕從國繼續使台海局勢升級，蓄意破壞亞太地區的穩定與安全，阻礙中國的和平統一。島內分裂勢力在以美國為首的西方國家的推波助瀾下，製造噪音，給台海兩岸關係帶來不和諧因素。[36]

### 越南
- 外交部發言人范秋恆表示，越南在一貫實施承認臺灣為中國領土不可分割的“一中政策”的基礎上，在經濟、貿易、投資、科技、文化、教育……等領域與臺灣保持和發展民間和非政府關係，而與臺灣不發展任何國家級關係。越南尊重互不干涉內政的原則，並認為維護臺灣海峽的和平、穩定與合作對該地區和世界都起著重要作用。[37]

## 外部連結
- 第十六任總統暨副總統就職專輯 （页面存档备份，存于） - 中華民國總統府
- 中華民國第十六任總統副總統就職慶祝大會全程直播_總統府影音頻道 （页面存档备份，存于）